# Індіанська мозаїка із пір'я
Індіанська мозаїка із пір'я або «амантека» — поширені серед індіанців доколумбової доби ремісничі вироби із пір'я тропічних птахів, прикраси і одяг вождів, священства, акторів і танцівників та вояків.

## Історичні свідоцтва
Індіанська мозаїка із пір'я тропічних птахів — не досить точна назва індіанських, ремісничих виробів іспанцями-завойовниками, в уяві і мові яких не було аналогів цим речам. Вироби з пера могли бути плюмажем на голові, верхівкою опахала від спеки чи комах, прикрасою на одязі чи навіть на зброї. Тому вони мало чим нагадують західноєвропейські мозаїки зі смальти чи природних камінців, останні (з природних камінців і нефриту) теж були відомі індіанцям Північної і Центральної Америки.
Мистецтво створення прикрас із пір'я тропічних птахів зафіксоване як у племен мая, так і у ацтеків та в державі інків, народу тайрона. Від виробів мая з пір'я не збережено жодного зразка. З виробів інших регіонів відомі лише два, обидва — ацтекські. Вироби з пір'я мали місцеву назву «амантека».

## Сировина

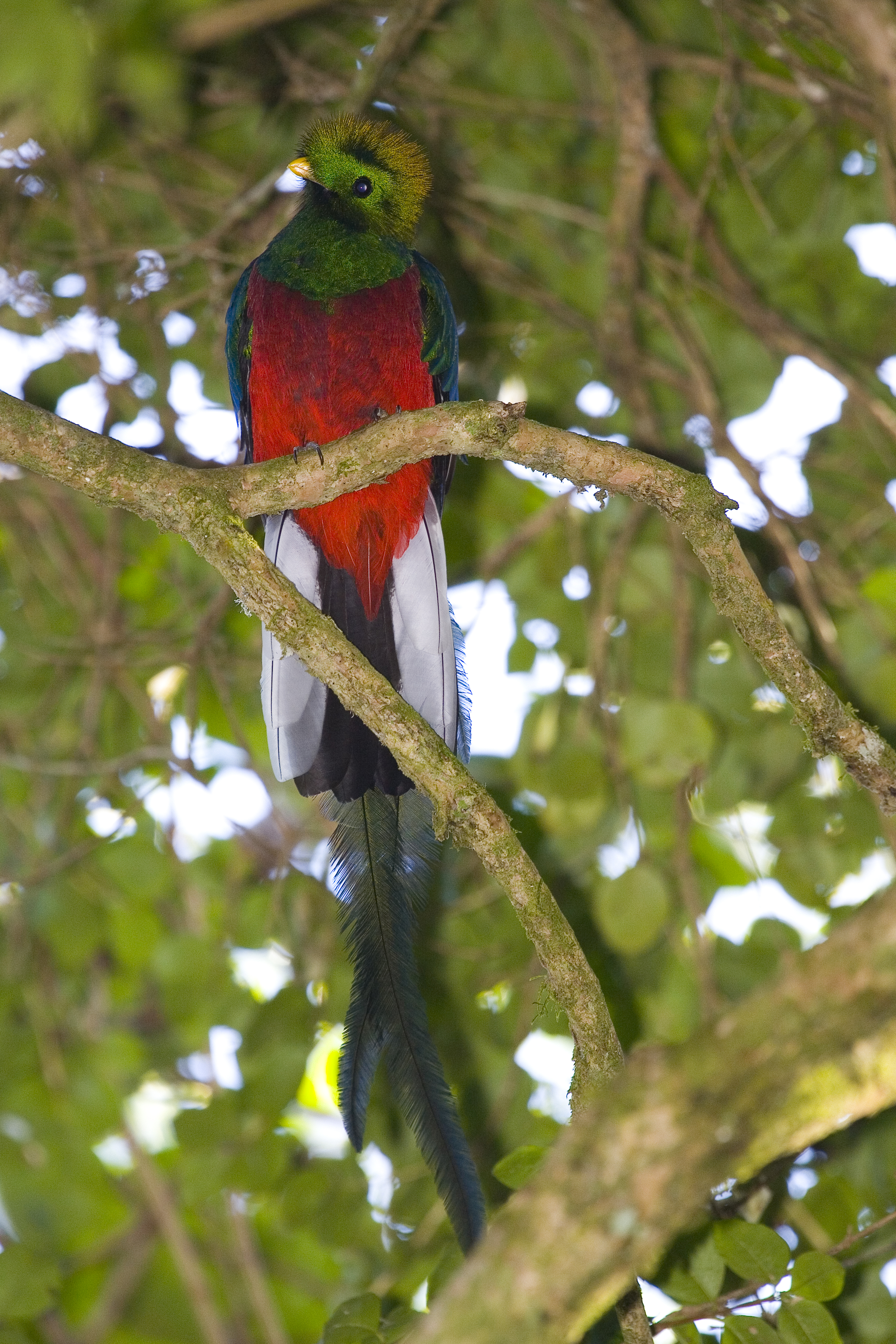
Кецаль самець

Індіанці-мисливці давно звернули увагу на яскраве пір'я тропічних птахів. З часом виробились особливі звичаї як полювання на потрібних птахів, так і засоби їх вирощування в культурі. В районах проживання мая, в тропічних лісах, значної необхідності штучного розпліднення тропічних птахів не було, на них лише полювали. Засоби примусового розпліднення та утримання тропічних птахів в неволі були поширені у ацтеків. Використовували яскраве пір'я папуг, хвостове пір'я момотів (птах мох), окреме пір'я птаха сойки (naan) блакитного і синього забарвлення, навіть пір'я диких чапель, індиків та індичок. Використовували також синювато-чорне пір'я птаха гокко, котрі йшли на пишний одяг індіанського священства. Використовували і пір'я диких качок та чапель. Особливо поціновувалось пір'я птаха кецаль, розмір якого не перевищує голуба, але хвіст якого мав два довгих зелених пера.
Кецаль не такий розповсюджений, бо мешкає в лісах вище 1200 метрів над рівнем моря. Кецаля всіляко охороняли. Тому в провінції Верапас мисливців на кецаля карали смертю, якщо птахів били на смерть під час полювань. Птахів ловили на так званий пташиний клей та збивали з гілок кульками із глини. У птаха видирали довгі, коштовні пір'їни і знову випускали на волю.
У ацтеків же був централізований птахівник, де в неволі вирощували потрібних птахів заради яскравого пір'я. Були окремі вольєри-птахівники для водних птахів і для птахів суходолу. Вольєри були огорожені дерев'яними прутами, а за птахами мали нагляд особливі слуги. В загонах імітували природні умови, в яких мешкали птахи. Птахівники відвідували вожді, милуючись цими звіринцями.

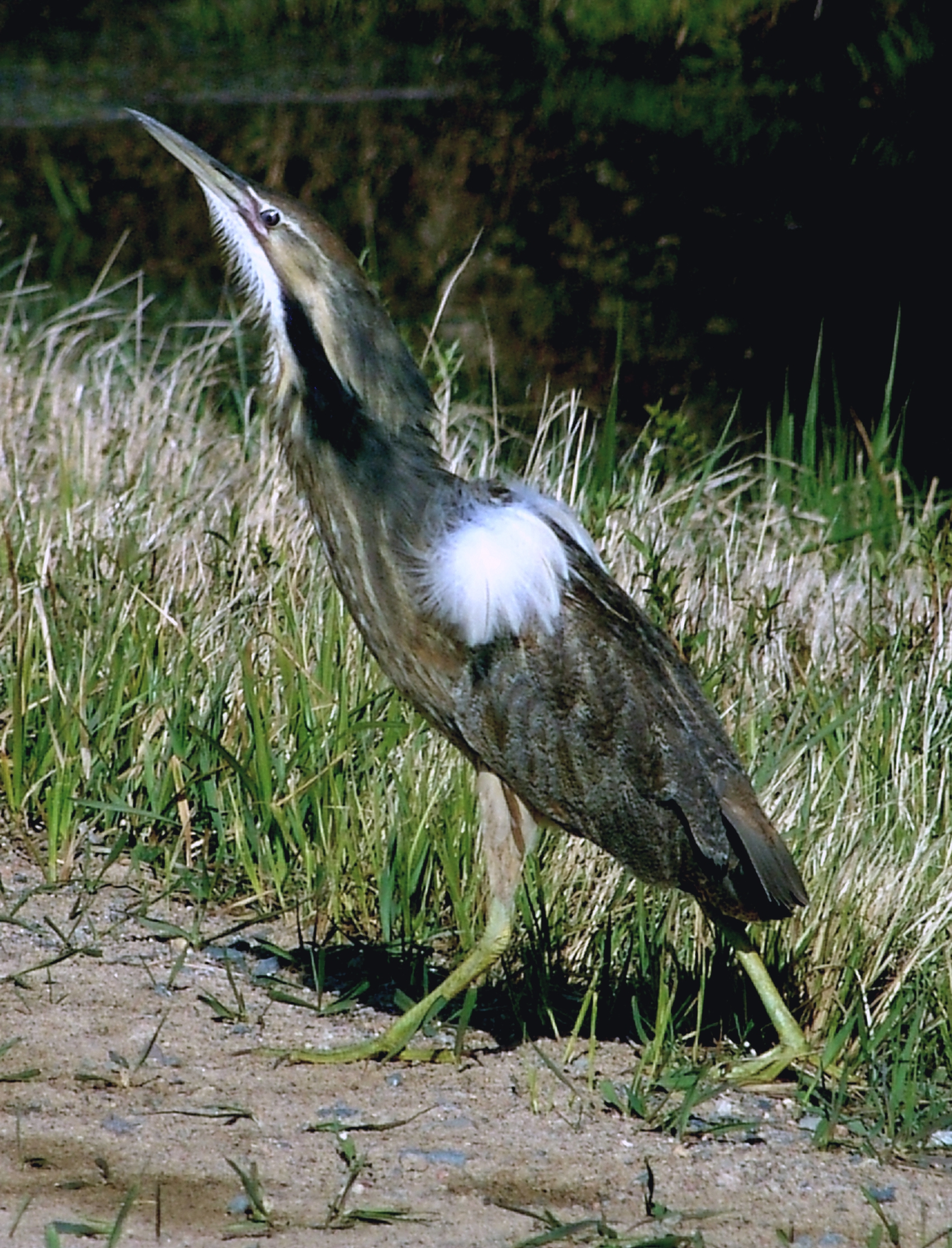
Американська чапля
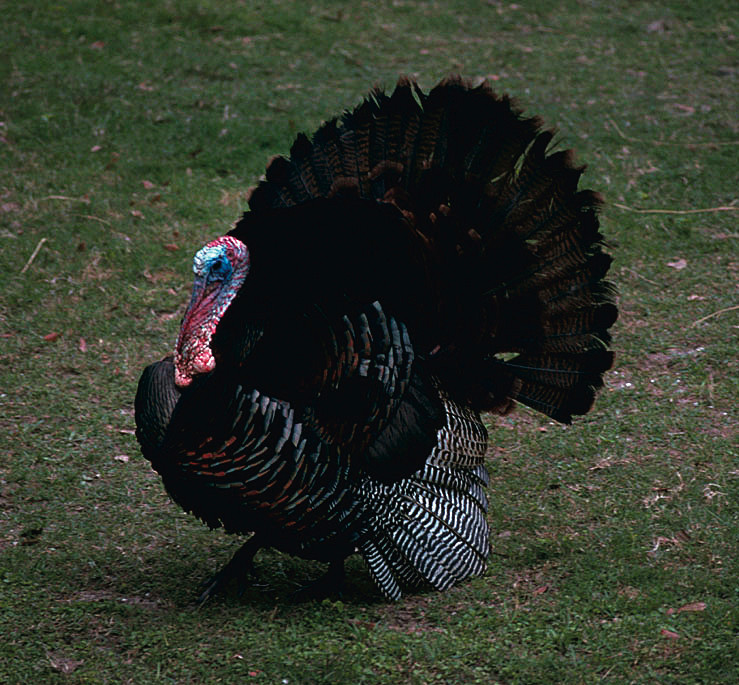
Індик самець

## Технологія вироблення
Технологія виготовлення починалась із огляду сировини та викладення із пір'я майбутнього візерунку. Якщо готували індіанський костюм-плащ, то ткали саму тканину, до основи якої чіпляли чи вплітали пір'я потрібного кольору.
Вожді і священство носили на головах ткані коттонові (бавовникові) шоломи-капелюхи, прикрашені довгими, зеленими пір'їнами кецаля. Яскраве пір'я тропічних птахів також йшло на виготовлення віял для привілейованих родин і для акторів і танцюристів. Довгими пір'їнами були прикрашені також і костюми акторів і танцюристів. Вояки мали особливий одяг із пір'я. Ними прикрашали також парадні щити, щоломи, прапори. До свята Шуль був звичай дарувати храмам п'ять пишних прапорів, розшитих яскравим пір'ям.
Зелено-золотаве пір'я птаха кецаль поціновували настільки високо, що їх використовували також як гроші чи в бартерних обмінах. Із записів Дієго де Ланда, оригінал яких зник і відомий лише за копіями : 
| Одна індіанка, одягнена в сукню із пір'я, танцювала для всіх... а володарі цих земель вдягали шиколес на зразок (іспанських) курток, створених із коттону з вплетеними пір'їнами. Вони виглядали багато і пишно, особливо пір'я птаха кецаль, котрі поціновуються так високо, що використовуються як гроші. |